# Chandermohan
Chandermohan (ur. 2004) – indyjski zapaśnik walczący w stylu wolnym. 
Zajął siódme miejsce na mistrzostwach Azji w 2025. Brązowy medalista wojskowych MŚ w 2024. Mistrz Azji U-23 w 2025 roku. 